# 前311年
| 千纪： | 前1千纪 |
| 世纪： | 前5世纪 \| 前4世纪 \| 前3世纪 |
| 年代： | 前340年代 \| 前330年代 \| 前320年代 \| 前310年代 \| 前300年代 \| 前290年代 \| 前280年代                                                                                  |
| 年份： | 前316年 \| 前315年 \| 前314年 \| 前313年 \| 前312年 \| 前311年 \| 前310年 \| 前309年 \| 前308年 \| 前307年 \| 前306年                                                    |
| 纪年： | 周赧王四年 魯平公十二年 齊宣王九年 趙武靈王十五年 魏襄王八年 韓襄王元年 秦惠文王十四年 楚懷王十八年 宋康王十八年 衛嗣君二十四年 燕昭王三年 越王無彊三十二年 中山王十七年 |

## 大事记
- 張儀在使楚，楚懷王欲殺之。儀厚賂靳尚，王遂釋之。儀因說楚與秦合。秦惠文王再以儀出說韓、魏、齊、趙、燕王以行連橫之計。
- 秦惠文王薨，太子秦武王蕩立。不喜張儀，諸侯復合縱。
- 安提柯一世與塞琉古一世為爭奪巴比倫和附近地區，爆發巴比倫戰爭。

## 逝世
- 秦惠文王，秦國君主（前356年出生）。